# Tunney's Pasture

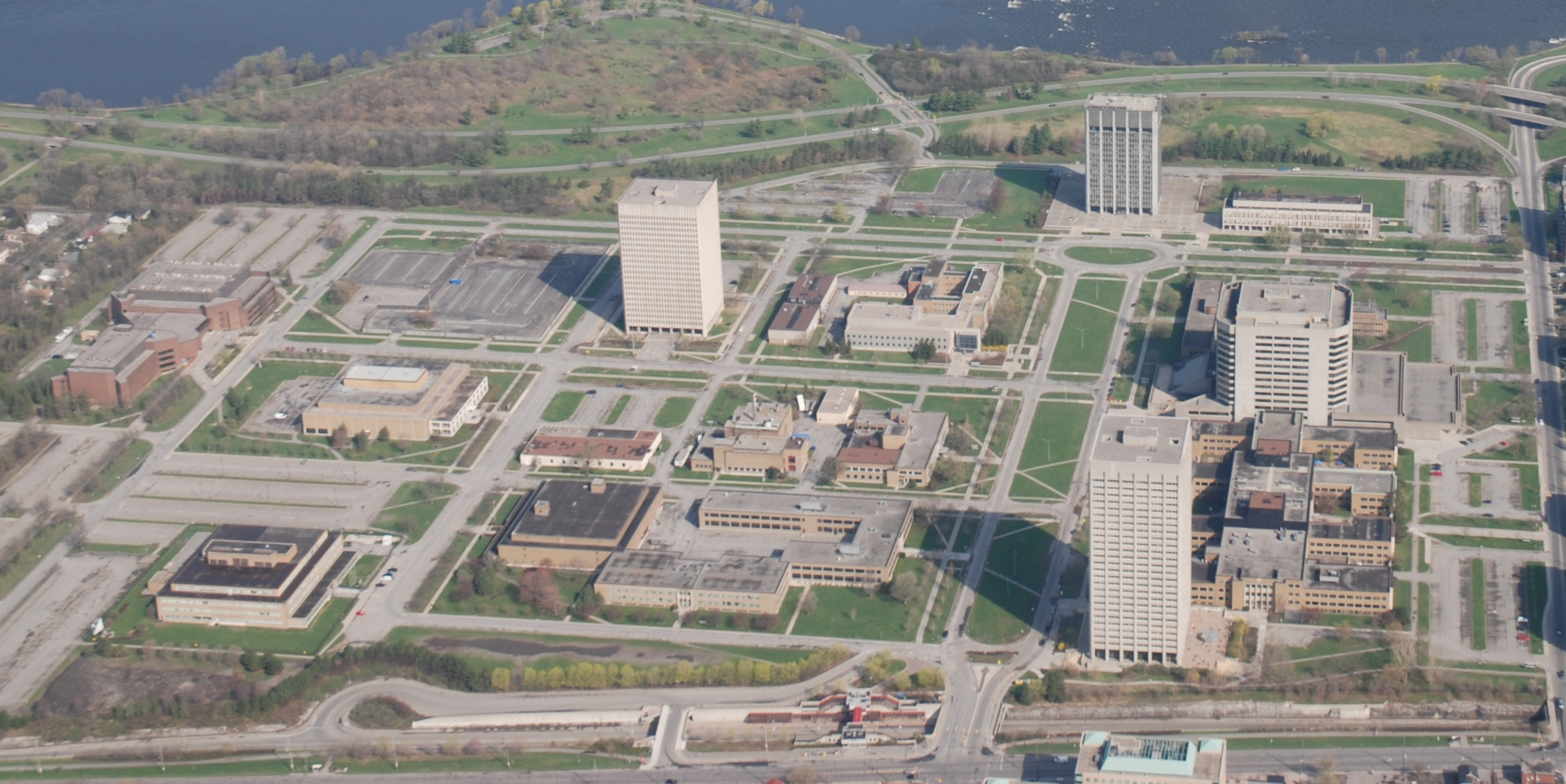
Tunney's Pasture en 2008. La Parkdale Avenue puede ser vista a lo largo del borde derecho de la fotografía; la Transitway (incluyendo la Tunney's Pasture Station) y Scott Street están al sur.

Tunney's Pasture es un área dentro de la Ciudad de Ottawa, Ontario, que está dedicada exclusivamente a edificios del gobierno federal de Canadá. Está rodeada por Scott Street al sur, Parkdale Avenue al este, el Ottawa River Parkway al norte y la Northwestern Avenue al oeste. Aunque en sentido estricto está limitado a esta área, la gente que vive en sus cercanías a menudo se les califica de vecinos de Tunney's Pasture.
Antes del desarrollo a principio de los años 1950, esta área era, como todavía indica su nombre, una zona de pastos agrícola llamada de acuerdo con el nombre de su propietario.
Los ministerios federales siguientes tiene oficinas en Tunney's Pasture:
- Estadísticas de Canadá – que ocupa la totalidad o parte de:
  - Edificio R.H. Coats (Edificio 1)
  - Edificio Main Statistics (Edificio 3)
  - Edificio Jean Talon (Edificio 5)
- Salud de Canadá, que ocupa la totalidad o  parte de: 
  - Edificio Brooke Claxton (Edificio 9)
  - Edificio Jeanne Mance (Edificio 19)
  - Laboratorio Central para el Control de Enfermedades (Edificio 6)
  - Edificio de Protección de la Salud (Edificio 7)
  - Edificio de Salud Medioambiental (Edificio 8)
  - Edificio 12
  - Centro de Investigación Sir Frederick G Banting  (Edificio 22)
- Biblioteca y Archivos de Canadá – que ocupa la totalidad o parte de:
  - Centro de Registros Generales (Edificio 15)
  - Centro de Registros de Personal (Edificio 18)
- Industria de Canadá – que ocupa la totalidad o parte de:
  - Laboratorio de Standards (Edificio 4)
- Departamento de Defensa Nacional (Canadá) – que ocupa la totalidad o parte de:
  - Edificio 16

Otros edificios:
- Edificio de Finanzas (Edificio 2)
- Anexo de Finanzas (Edificio 14)
- Edificio 23
- Planta de Calefacción y Refrigeración Central

Edificios derribados:
- Laboratorio de Virus
- Edificio de Atomic Energy of Canada
- Edificio Eldorado Nuclear